# Слатинска боквица
Слатинска боквица (лат. Plantago maritima) вишегодишња je зељаста биљка која расте на заслањеном земљишту и типичан је представник слатинских заједница. У Србији расте само у Војводини.

## Опис биљке
Вишегодишња је зељаста биљка висока од 6 до 40 (60) центиметара, са добро развијеним кореном и са неколико или више цватних стабљика.
Листови се налазе у розети, меснати, линеарни, широко линеарни или ланцетасто-линеарни, 2 до 6 милиметара широки, често ужљебљени, ободом цели или са малобројним зупцима, голи, ређе длакави, сиво зелени.
Цветови на цватним стабљикама сакупљени у густе, узано цилиндричне или главичасте цвасти, 0.5 до 15 центиматара дугачки. Брактеје ланцетасте, јајасте или широко јајасте, ушиљене или тупе, ободом опнасте, понекад оштро гребенасте (кљунасте), краће од чашице, једнаке њој или дуже; чашични листићи елипсоидни или јајасто елипсоидни, 2 до 3 мм дугачки, са добро израженим гребеном, ободом широко опнасти; крунични режњеви јајасти, голи или по ивици са кратким трепљама. Чаура 2 до 4 милиметра дугачка, јајаста или издужено јајаста, обично 2 семена (1 до 3); семе издужено или јајасто издужено, око 2 милиметра дугачко. Цвета од јуна до септембра, понекад и новембра.
- Листови слатинске боквице
- Слана боквица доминира на сланом земљишту
- Цваст слане боквице

## Распрострањеност
Слатинска боквица је космополитска врста.
Опште распрострањење: Скандинавија, западна и средња Европа, Русија, западно и источно Средоземље, Балканском полуострво, Сибир, Мала Азија, Иран, Средња Азија, Монголија, такође у Северној и Јужној Америци. Присутна у Србији и Хрватској. У Србији се јавља само на слатинским стаништима Војводине.

## Станиште
Халофилна (преферира заслањено земљиште), тако да настањује сва места где из земље извире со: слатине, слане ливаде, обале сланих бара и наравно, мора, у пукотинама стена; забележено је да се на погодним местима у висину пење и у горске области (subsp. serpentina).

## Статус заштите
Према ИУЦН-овој Црвеној листи угрожених врста, слатинска боквица спада у категорију последња брига (Least concern - LC).